# Christian Harris
Christian Harris (Baton Rouge, 16 gennaio 2001) è un giocatore di football americano statunitense che milita nel ruolo di middle linebacker per gli Houston Texans della National Football League (NFL).

## Carriera universitaria
Inizialmente preimmatricolatosi presso la Texas A&M University, nel 2019 si iscrisse all'Università dell'Alabama, entrando tra le file dei Crimson Tide. Disputò da titolare la sua prima annata, totalizzando 61 tackle in 12 partite. Venne riconfermato titolare anche per il 2020 e per il 2021. Nel gennaio 2022 ufficializzò la rinuncia al quarto e ultimo anno universitario per potersi candidare al Draft NFL 2022.

## Carriera professionistica

### Houston Texans
Nel corso del terzo giro del Draft NFL 2022, Harris venne selezionato come 75ª scelta assoluta dagli Houston Texans. Nella sua stagione da rookie fece registrare 74 placcaggi, un sack, un intercetto, un fumble forzato e 5 passaggi deviati in 12 presenze, 11 delle quali come titolare.
Nel primo turno dei playoff 2023-24 Harris ritornò un intercetto su Joe Flacco per 36 yard in touchdown e mise a segno un sack, contribuendo alla vittoria sui Cleveland Browns.